# Kalište
Kalište (en serbe cyrillique : Калиште) est un village de Serbie situé dans la municipalité de Malo Crniće, district de Braničevo. Au recensement de 2011, il comptait 434 habitants.

## Démographie

### Évolution historique de la population
| 1948 | 1953 | 1961 | 1971 | 1981 | 1991 | 2002 | 2011 |
| ---- | ---- | ---- | ---- | ---- | ---- | ---- | ---- |
| 830  | 836  | 854  | 809  | 761  | 647  | 478  | 434  |

|  |